# Take Me Home Tonight
Take Me Home Tonight è un film del 2011 diretto da Michael Dowse.

## Trama
Siamo nel 1988. Matt Franklin è un giovane laureato al Massachusetts Institute of Technology che lotta per trovare la sua strada e lavora in un negozio al dettaglio specializzato nel videonoleggio. 
Un giorno, Tori Frederking, la ragazza che amava al liceo, entra nel negozio per caso. Alla domanda su cosa ha fatto della sua vita, lui dice che è un banchiere della Goldman Sachs. Tori invita Matt a una festa organizzata in occasione del Labor Day da Kyle, il fidanzato di Wendy, la sorella gemella di Matt. Nel frattempo, Barry, venditore di auto e migliore amico di Matt, viene licenziato. Durante la notte, i tre protagonisti si troveranno ad affrontare i diversi aspetti del passaggio dall'adolescenza all'età adulta.

## Produzione
Le riprese si sono svolte a Phoenix in Arizona nel 2007.

## Titolo
Il titolo del film è ispirato alla canzone omonima interpretata da Eddie Money che non è, tuttavia, nella colonna sonora che comprende molte canzoni famose degli anni '80.
Il film è stato originariamente intitolato Young Americans e Kids in America in riferimento alle canzoni di David Bowie e Kim Wilde.